# Gouvernement Diarra II
Ne doit pas être confondu avec Gouvernement Diarra I.
Deuxième République
Affi N'Guessan IV Banny I
Le gouvernement Diarra II fut formé le 10 février 2003 après les accords de Marcoussis et la démission de Pascal Affi N'Guessan, ainsi que de son gouvernement.

## Composition du gouvernement
- Président de la République : Laurent Gbagbo - FPI
- Premier ministre : Seydou Diarra - Sans Parti
- Ministre d'État, ministre de l'Économie, de l'Industrie et des Finances : Paul Antoine Bohoun Bouabré - FPI
- Ministre d'État, ministre de la Communication : Guillaume Soro - MPCI

## Galerie

### Premier ministre
| Image | Fonction         |  | Nom           | Parti      |
| ----- | ---------------- |  | ------------- | ---------- |
|       | Premier ministre |  | Seydou Diarra | Sans Parti |

### Ministres d'État
| Image | Fonction        |  | Nom                         | Parti |
| ----- | --------------- |  | --------------------------- | ----- |
|       | Ministre d'État |  | Paul Antoine Bohoun Bouabré | FPI   |
|       | Ministre d'État |  | Léon Emmanuel Monnet        | FPI   |
|       | Ministre d'État |  | Guillaume Soro              | FNCI  |
|       | Ministre d'État |  | Bamba Mamadou               | PDCI  |
|       | Ministre d'État |  | Albert Mabri Toikeusse      | UDPCI |
|       | Ministre d'État |  | Angèle Gnonsoa              | PIT   |
|       | Ministre d'État |  | Théodore Mel Eg             | UDCY  |
|       | Ministre d'État |  | Henriette Diabaté           | RDR   |
|       | Ministre d'État |  | Amadou Gon Coulibaly        | RDR   |
|       | Ministre d'État |  | Issa Diakité                | MPCI  |

### Ministres
| Image | Fonction                                                |  | Nom                         | Parti |
| ----- | ------------------------------------------------------- |  | --------------------------- | ----- |
|       | Ministre de l'Économie, de l'Industrie et des Finances  |  | Paul Antoine Bohoun Bouabré | FPI   |
|       | Ministre des Infrastructures économiques                |  | Patrick Achi                | PCDI  |
|       | Ministre de la Communication                            |  | Guillaume Soro              | FNCI  |
|       | Ministre de la Fonction publique et de l'Emploi         |  | Hubert Oulaye               | FPI   |
|       | Ministre des Mines et de l'Énergie                      |  | Léon Emmanuel Monnet        | FPI   |
|       | Ministre de l'Enseignement supérieur et de la Recherche |  | Zémogo Fofana               | RDR   |
|       | Ministre de la Construction et de l'Urbanisme           |  | Raymond N'Doli              | FPI   |